# مينو أوليتا
مينو أوليتا (1942 -) محام إيطالي وكان رئيسًا لـمحكمة التحكيم الرياضية (CAS) في لوزان من 3 نيسان/أبريل 2008 إلى نهاية عام 2010.

## سيرته
نال مينو أوليتا دكتوراه في القانون. عمل كمحامي في محكمة ميلان والمحكمة الإيطالية العليا في روما. من عام 1984 إلى عام 1994 كان محكمًا في محكمة العدل الدولية قبل انتخابه النائب الأول للرئيس في عام 1994. في عام 2007، تولى مؤقتًا رئاسة CAS للرئيس الراحل القاضي السنغالي كيبا مباي. في 3 نيسان/أبريل 2008، تم انتخابه رئيسًا بنيله (10) أصوات من أصل (19) صوتًا. متفوقاً على الرئيس السابق لـالوكالة العالمية لمكافحة المنشطاتWADA، ريتشارد باوند. ثم خلفه الأسترالي جون كوتس في 1 يناير/كانون الثاني 2011 وهو (الرئيس الحالي لـمحكمة التحكيم الرياضية) CAS.
كان مينو أوليتا عضوًا في اللجنة الرياضية والقانونية التابعة لـ اللجنة الأولمبية الدولية والقسم القانوني بجامعة الاتحاد الدولي للألعاب الجامعية. عمل أوليتا أيضًا كمستشار قانوني لـبطولة روما العالمية لألعاب القوى في عام 1987 وكان عضوًا في اللجنة القانونية لـالاتحاد الدولي لألعاب القوى. يعتبر خبيرا في مجال قانون العلامات التجارية الدولية.

## خبر فوزه وهزيمته لريتشارد باوند
انتخاب أوليتا رئيسا لـ CAS 
04/03/2008
تم تعيين المحامي الإيطالي مينو أوليتا رئيسًا لـمحكمة التحكيم الرياضية، متغلبًا على منافسه الرئيس السابق لـ الوكالة العالمية لمكافحة المنشطات السابق ريتشارد باوند.
يقول باوند، أحد كبار أعضاء اللجنة الأولمبية الدولية من كندا، إنه سيبقى في مجلس إدارة CAS.
وفاز أوليتا بأغلبية 19 صوتا أدلى بها مجلس CAS الذي اجتمع في موناكو الخميس.
كما هزم المحامي السويسري روبرت برينر والسكرتير الفخري للاتحاد السويدي السابق للسباحة غونر ورنر
بفوزه هذا يصبح أوليتا الرئيس الثاني فقط لـ CAS. وكان الرئيس بالإنابة بعد وفاة القاضي السنغالي كيبا مباي العام الماضي. كان مباي رئيس محكمة التحكيم الرياضية منذ تشكيلها عام 1984.
وسيشغل أولينا هذا المنصب حتى نهاية ولاية مباي في عام 2010. ثم ستنتخب CAS رئيسًا لمدة أربع سنوات كاملة.
ورحب الاتحاد الدولي للدراجات، الهيئة الحاكمة للدراجات، بنتائج الانتخابات. يقول الرئيس بات مكويد إنه يتطلع للعمل مع أوليتا.
ونقلت وكالة أسوشيتد برس عنه قوله «سنكافح المنشطات بأقصى ما نستطيع، ونأمل فقط أن ننتهي باللجوء إلى CAS في الواقع الفعلي».
من المرجح لن تخفى تعليقات بات مكويد فرحته بهزيمة باوند في رئاسة CAS.
وقد شوهت صورة الاتحاد من خلال مشاكل تعاطي المنشطات في الأشهر الـ 18 الماضية، وشعر رؤساء الاتحاد بالغضب من التعليقات التي أدلى بها باوند خلال فترة عمله على رأس الوكالة العالمية لمكافحة المنشطات.
في الشهر الماضي فقط، أطلقت UCI دعوى قضائية ضد باوند، متهمة إياه بـ «تعليقات ضارة ومتحيزة باستمرار».
وجاء في بيان صدر عن UCI «في العديد من المناسبات شكك السيد باوند علنا في مدى جهود UCI في مكافحة المنشطات».
لكن وادا قفزت
ودافع عن دفاعه الأسبوع الماضي، قائلاً في بيان إنه سيأمر المستشار القانوني بتمثيل وادا ورئيسها السابق «للدفاع بقوة ورفض المزاعم التي لا أساس لها».
ردت الوكالة أيضا على الهجوم على الجنيه الاسترليني بسحب دعمها لبرنامج جوازات سفر UCI.
لكن أسلوب باوند الصريح في السنوات الثماني التي قضاها في قيادة وادا، بما في ذلك اللقاءات مع المنظمات الرياضية المختلفة والرياضيين، ربما لم يقدم له أي خدمة في انتخابات الخميس.
من المتوقع أن يكون رئيس CAS محايدًا في الإشراف على ما يقرب من 300 محكم من 87 دولة يحكمون في حوالي 200 نزاع كل عام.
بتقارير من مارك بيسون.

## روابط خارجية
- مينو أوليتا على موقع أوليمبيديا (الإنجليزية)